# Жихаревка (Орловская область)
Жихаревка — посёлок в Сосковском районе Орловской области России.
Входит в состав Сосковского сельского поселения.

## География
Расположен на левом берегу реки Шатоха, впадающую в реку Крома. На противоположном берегу находится деревня Рубчая, с которой посёлок соединен просёлочной дорогой. Южнее Жихаревки находится деревня Орехово.

## История
Носил также название Рубчинское общество I. По состоянию на 1927 год посёлок принадлежал Астаховскому сельскому совету Сосковской волости Орловского уезда. Его население составляло 161 человек (74 мужчины и 87 женщин) при 28 дворах.

## Население
| 2010 |
| ---- |
| 11   |